# Boiry-Saint-Martin
Boiry-Saint-Martin és un municipi francès situat al departament del Pas de Calais i a la regió dels Alts de França. L'any 2007 tenia 299 habitants.

## Demografia

### Població
El 2007 la població de fet de Boiry-Saint-Martin era de 299 persones. Hi havia 114 famílies de les quals 24 eren unipersonals (8 homes vivint sols i 16 dones vivint soles), 29 parelles sense fills, 53 parelles amb fills i 8 famílies monoparentals amb fills.
La població ha evolucionat segons el següent gràfic:
Habitants censats

### Habitatges
El 2007 hi havia 117 habitatges, 112 eren l'habitatge principal de la família, 1 era una segona residència i 4 estaven desocupats. 114 eren cases i 2 eren apartaments. Dels 112 habitatges principals, 95 estaven ocupats pels seus propietaris, 14 estaven llogats i ocupats pels llogaters i 2 estaven cedits a títol gratuït; 1 tenia dues cambres, 10 en tenien tres, 20 en tenien quatre i 80 en tenien cinc o més. 98 habitatges disposaven pel capbaix d'una plaça de pàrquing. A 53 habitatges hi havia un automòbil i a 47 n'hi havia dos o més.

### Piràmide de població
La piràmide de població per edats i sexe el 2009 era:
| Homes | Edats   | Dones |
| ----- | ------- | ----- |
| 0     | 95 o +  | 0     |
| 0     | 90 a 94 | 0     |
| 4     | 85 a 89 | 0     |
| 0     | 80 a 84 | 8     |
| 0     | 75 a 79 | 8     |
| 0     | 70 a 74 | 0     |
| 4     | 65 a 69 | 8     |
| 12    | 60 a 64 | 8     |
| 4     | 55 a 59 | 4     |
| 12    | 50 a 54 | 12    |
| 12    | 45 a 49 | 12    |
| 12    | 40 a 44 | 12    |
| 4     | 35 a 39 | 8     |
| 8     | 30 a 34 | 16    |
| 24    | 25 a 29 | 12    |
| 12    | 20 a 24 | 8     |
| 12    | 15 a 19 | 4     |
| 12    | 10 a 14 | 16    |
| 12    | 5 a 9   | 0     |
| 8     | 0 a 4   | 12    |

## Economia
El 2007 la població en edat de treballar era de 184 persones, 128 eren actives i 56 eren inactives. De les 128 persones actives 116 estaven ocupades (66 homes i 50 dones) i 12 estaven aturades (5 homes i 7 dones). De les 56 persones inactives 15 estaven jubilades, 20 estaven estudiant i 21 estaven classificades com a «altres inactius».

### Ingressos
El 2009 a Boiry-Saint-Martin hi havia 114 unitats fiscals que integraven 303 persones, la mediana anual d'ingressos fiscals per persona era de 15.825 €.

### Activitats econòmiques
Dels 8 establiments que hi havia el 2007, 4 eren d'empreses de construcció, 1 d'una empresa de comerç i reparació d'automòbils, 1 d'una empresa de serveis i 2 d'entitats de l'administració pública.
Dels 5 establiments de servei als particulars que hi havia el 2009, 1 era un guixaire pintor, 1 fusteria, 1 lampisteria, 1 empresa de construcció i 1 restaurant.
L'any 2000 a Boiry-Saint-Martin hi havia 10 explotacions agrícoles que ocupaven un total de 366 hectàrees.

## Equipaments sanitaris i escolars
El 2009 hi havia una escola elemental integrada dins d'un grup escolar amb les comunes properes formant una escola dispersa.

## Poblacions més properes
El següent diagrama mostra les poblacions més properes.